# Jolanta Hanisz
Jolanta Hanisz-Wydrzyńska (ur. 14 czerwca 1927 w Łodzi, zm. 11 lutego 2006 w Krakowie) – polska aktorka teatralna i filmowa.

## Kariera teatralna
W 1950 ukończyła Państwową Wyższą Szkołę Aktorską w Krakowie, debiutowała rok później w Teatrze Śląskim im. Stanisława Wyspiańskiego w Katowicach. Od 1959 do 1965 była aktorką Starego Teatru im. Heleny Modrzejewskiej w Krakowie, a następnie przeniosła się do Warszawy i rozpoczęła występy na scenie Teatru Polskiego. W 1970 na dwa sezony przeniosła się do Teatru Polskiego w Bielsku, a po powrocie do Warszawy grała w Teatrze Klasycznym i Teatrze Studio. W 1979 wystąpiła gościnnie w Teatrze Ochoty, ponownie miało to miejsce w 1987. Występowała również sporadycznie w Teatrze Stara Prochownia, równocześnie stale grając w Teatrze Studio. Karierę aktorską zakończyła występując tam w sztuce „Pan Paweł” Dorsta Tankreda w reżyserii Barbary Sierosławskiej w 1994.

## Dorobek filmowy
- „Sanatorium pod Klepsydrą” /1973/ jako matka Blanki;
- „Doktor Murek” /1979/ jako Czabanowa, matka Tunki;
- „W wannie /1981/ - obsada;
- „Kto Ty jesteś” /1981/ - obsada.